# San-Gavino-di-Tenda
San-Gavino-di-Tenda (en cors San Gavinu di Tenda) és un municipi francès, situat a la regió de Còrsega, al departament d'Alta Còrsega. L'any 1999 tenia 56 habitants.

## Demografia
| 1962 | 1968 | 1975 | 1982 | 1990 | 1999 |
| ---- | ---- | ---- | ---- | ---- | ---- |
| 54   | 97   | 86   | 70   | 47   | 56   |

## Administració
| Període   | Identitat       | Partit | Qualitat |  |
| --------- | --------------- | ------ | -------- |  |
| 2001-2008 | Marcel Mori     |        |          |  |
| 2008      | François Grossi |        |          |  |